# Xylophagus nudatus
Xylophagus nudatus är en tvåvingeart som beskrevs av Akira Nagatomi och Saigusa 1969. Xylophagus nudatus ingår i släktet Xylophagus och familjen vedflugor. Inga underarter finns listade i Catalogue of Life.